# Stephanie Lajoie
Stéphanie Lajoie ist eine kanadische Biathletin.
Stéphanie Lajoie von Courcelette Équipe du Québec erreichte ihre beste internationale Platzierung, als sie im Rahmen des Biathlon-NorAm-Cup der Saison 2007/08 in Valcartier hinter Denise Teela und Sara Studebaker mit zwei Schießfehlern Drittplatzierte des Sprintrennens wurde. Das Verfolgungsrennen bestritt sie nicht mehr. In der Gesamtwertung belegte sie den 31. Platz.

## Belege
1. ↑  Resultate des 7. Nor-Am-Cusp 2007/08

| Personendaten    | Personendaten         |
| ---------------- | --------------------- |
| NAME             | Lajoie, Stephanie     |
| ALTERNATIVNAMEN  | Lajoie, Stéphanie     |
| KURZBESCHREIBUNG | kanadische Biathletin |
| GEBURTSDATUM     | 20. Jahrhundert       |